# Paperino e il turismo veloce
Paperino e il turismo veloce (A Duck's-eye View of Europe) è una breve storia a fumetti di Carl Barks.
Composta da dieci tavole, nel racconto compare, fra le altre scene, anche un cane San Bernando che porta benzina al posto del semplice liquore.

## Trama
La storia narra di Paperino e Nipotini che durante un giro turistico per l'Europa che ha la caratteristica di essere velocissimo si perdono di vista. I vari partecipanti sono divisi per gruppi e Paperino sarà alla ricerca del suo prima che il tempo a disposizione termini.

## Pubblicazioni
- USA, giugno 1963 sul numero 273 di Walt Disney's Comics and Stories
- Italia, 25 agosto 1963. sul numero 404 di Topolino.

### Altre pubblicazioni italiane
- Gli Albi di Topolino n. 775 (14/9/1969)
- Paperino n. 50 (3/1984)
- Zio Paperone n. 65 (2/1995)
- Paperinik n. 95 (8/2001)
- I Grandi Classici Disney n. 238 (9/2006)
- La grande dinastia dei paperi n. 27 (28/7/2008)